# Viktorija Smirnova
Pour les articles homonymes, voir Smirnova.
Viktorija Smirnova est une joueuse de volley-ball  lettonne née le 22 novembre 1989 à Riga. Elle mesure 1,83 m et joue attaquante.

## Clubs
| Club                  | Pays     | De        | À         |
| --------------------- | -------- | --------- | --------- |
| Ezerzeme              | Lettonie | 2005-2006 | 2005-2006 |
| USSP Albi Volley-Ball | France   | 2006-2007 | 2008-2009 |